# 中川美樹
中川 美樹（なかがわ みき、1989年2月23日 - ）は、日本の元・女優、元・グラビアアイドル。長野県出身。以前は砂岡事務所に所属していた。ミスマガジン2008にて「ミスヤングマガジン」を受賞。

## 来歴
2009年3月に短大を卒業。
当初はフリーダムプロモーション所属。
2009年10月1日に砂岡事務所に移籍したが、2015年8月に退所。オフィシャルブログも中川本人より芸能界引退を示唆する記事が更新され、同年8月末日を以って閉鎖された。
2016年3月にtwitterのアカウントを開設し、芸能活動を再開。
2020年末、一般人男性とマッチングアプリで知り合い、1ヶ月後に交際を開始し、さらに翌年7月に結婚した。相手から結婚の条件として芸能界の引退を提示され、当時はコロナ禍で芸能活動も思うようにできず、ライブ配信なども行っていたが、友人やファンから反対された。両親からのプレッシャーや、愛犬の死なども重なり、芸能界からの引退を決意。2020年12月31日23:46のツイートを最後に芸能界を引退した。友人でもあった麻衣阿によると、2023年現在は一児（2022年 出産）の母として暮らしている。

## 人物
- 趣味はカラオケ、買い物、写真、ゲーム[6][3]。
- 特技はピアノ演奏、少林寺拳法、ボウリング[6][3]。

- 1980年代生まれ最後のミスヤングマガジン受賞者。

- ゲーマーであり、任天堂公式番組の『大乱闘スマッシュブラザーズ』でチャンピオンに輝いたこともある[2]。

## 出演

### 映画
- 携帯彼氏 （2009年、東宝） - 長内真由美 役
- お焼香（2011年）
- 王様ゲーム（2011年）
- ALWAYS 三丁目の夕日'64（2012年）

### テレビ
- 臨死!!江古田ちゃん （2010年、日本テレビ） - 第2話

### DVDドラマ
- ブラック・エンジェルズ（2012年）

### 舞台
- 劇団ひまわりミュージカル「リトル・ウィング」（2009年8月）- 柊先生 役
- 劇団ひまわり シアターカンパニーSmash第1回公演「カラフル」（2010年12月7日-12日、シアター代官山）
- TUFF STUFF「櫻の園」（2011年7月13日-18日、相鉄本多劇場）
- ニコニコミュージカル第4弾「ココロ」（2011年4月29日-5月8日、シアター1010）
- 「ラズベリーガール」（2012年8月、俳優座劇場）[7]
- 「ぶっ壊したい世界」（2013年3月13日-20日、青山円形劇場）[8]
- K.B.S.Project act.13 超青春合唱コメディ「SING!」（2013年6月5日-9日、東京芸術劇場シアターウエスト/6月14日-16日、世界館）[9]
- トウキョウ演劇倶楽部プロデュース公演Vol.2「Moonlight Rambler（ムーンライト・ランブラー）〜月夜の散歩人〜」（2013年7月19日〜22日、俳優座劇場、2013年8月8日-11日、きゅりあん小ホール）[10]
- 「ポセイドンの孫とYシャツと私」（2014年3月26日-31日、サンモールスタジオ）[11]
- 「旦那er’s High!!」（2014年6月4日-8日、BOXinBOX）[12]
- 「蒼海のティーダ」（2014年8月20日-24日、新宿村LIVE）[13]
- 「殺人鬼フジコの衝動」（2015年4月15日-19日、全労済ホール/スペース・ゼロ
- 「いやなんです あなたのいってしまふのが −智恵子抄より」（2018年1月15日 - 21日、shibuya gallery Arc）

### CM
- 大正製薬 パブロンSゴールド（2009年）
- テーブルマーク たきたてご飯（2010年）
- マキ・フジタ リフレクソロジー（2012年）
- SMBCコンシューマーファイナンス 『もっと!サービス向上委員会』（2012年7月 - ）[14]

### ラジオ・番組
- 「HAPPY STAGE」レギュラー出演（渋谷クロスFM）
- 「麻衣阿Pとアートであそぼ♡」ゲスト出演（マシェバラ）
- 「美女ハウス 定例ミーティング」レギュラー出演（Zoom）

### イベント
- 女優展
- 女優水族館
- 女優幻想館 モノトーンパラダイス
- 女優とふくろうの森
- 女優舟
- 女優旅
- 第二回 渋谷ミクロ映画祭（2019年、特別審査員）
- 女優メルヘン
- ビンテージ着物撮影会
- SAKUPARTY
- 写真展「EXHI“BIJO”N+女優展」
- 女優3D
- MAIA 32th BIRTHDAY LABO
- MARINA'S KITCHEN
- BIRTHDAYNAKED
- MAIA STARSHIP 5th ANNIVERSARY

## リリース作品

### DVD
- ミスマガジン2008 中川美樹（2008年8月27日、バップ）[6]
- 覗恋〜しれん〜 （2009年2月23日、リバプール）[15][16]
- ヤングマガジンDVDスペシャルエディション（2010年6月25日、リバプール） - 「ヤングマガジンシリーズ」、「マガジンメイトシリーズ」の編集版。他の出演者：愛衣、奏木純、小池唯、杉原杏璃、中島愛里、望月美寿々、森はるか[17]。

### 写真集
- コットンタッチ（2009年2月23日、辰巳出版、撮影：倉繁利）ISBN 978-4777806287

### デジタル写真集
- 女優展
- 女優水族館
- HANAASOBI

### VR映像
- 【VR】EXHI‘BIJO’N-エキシ美女ン- 中川美樹〈魍魎彼女〉
- 【VR】EXHI‘BIJO’N-エキシ美女ン- 中川美樹〈水棲彼女〉